# 도정
도정(搗精, 영어: rice milling, rice polishing)은 낟알을 찧거나 쓿는 일을 말한다. 벼나 보리 같은 곡식의 낟알을 찧어 껍질을 벗기고 그 속에 있는 등겨층을 벗기는 일이다. 벼의 껍질만을 벗긴 쌀을 현미라 하고, 현미의 겉에 있는 등겨층까지 완전히 벗겨낸 쌀을 정맥미라고 한다.

## 도정수준별 쌀 분류

### 현미
- 0분도미(순수현미)
- 3분도미
- 5분도미
- 7분도미

### 백미
- 10분도미
- 12분도미

## 같이 보기
- 피트산(en:Phytic acid, IP6)
- 이노시톨
- 현미
- 발아현미
  - 감마 아미노뷰티르산(GABA)
- 옥타코사놀 - 지구력 증진
- 새고아미
- 미강(米糠) = 쌀눈(배아) + 쌀겨(호분층)
- 디톡스(해독)
  - 녹두
  - 피니톨(영어판)